# Chenoa (prénom)
Pour les articles homonymes, voir Chenoa (homonymie).
Chenoa est un prénom féminin.

## Sens et origine du prénom
- Prénom féminin faussement considéré comme d'origine nord-amérindienne [1] qui signifierait "colombe blanche" en Cherokee.
- Son origine viendrait plutôt d'une petite ville de l'Illinois (États-Unis) dénommée "Chenoa" dont l'origine du nom n'est pas certaine. Les autorités locales suggèrent que Chenoa aurait été nommée par son fondateur qui venait d'une autre ville du Kentucky. Dans ce cas, Chenoa pourrait avoir une origine Cherokee, dont la signification se serait perdue. Mais probablement sans lien avec les colombes. Le mot Cherokee pour colombe est "woya" et "unega woya" pour "colombe blanche"[2].

## Prénom de personnes célèbres et fréquence
- Prénom rendu célèbre par l'artiste Chenoa.
- Prénom aujourd'hui très peu usité aux États-Unis[3].
- Prénom qui a été donné 70 000 en France[4].